# Eagle Air of Iceland
Eagle Air of Iceland (originalmente Arnarflug) fue una aerolínea internacional islandesa que operó entre 1976 y 1990. 

## Historia
Eagle Air of Iceland fue fundada el 10 de abril de 1976 con el nombre de Arnarflug por antiguos empleados de la aerolínea Air Viking, anteriormente liquidada. Con dos aviones Boeing 720 adquiridos de Air Viking, la compañía inició sus operaciones de vuelos chárter desde Keflavík a Palma de Mallorca el 5 de junio de 1976. Düsseldorf se añadió como segundo destino el 12 de junio de 1976. Fuera de la temporada de verano, se realizaron principalmente servicios discrecionales (chárter ad hoc) y tráfico contratado para otras compañías aéreas (subchárter). Para aumentar la utilización de los aviones, la empresa también se dedicó al negocio del leasing a partir de 1978.
El grupo de empresas Flugleidir, al que también pertenecía Icelandair, adquirió una participación del 57,5% en Arnarflug en septiembre de 1978, que posteriormente pasó a denominarse Eagle Air de Islandia. En 1980, la compañía reemplazó sus Boeing 720 por Boeing 707, que operaban en arrendamiento con tripulación a otras aerolíneas fuera de las horas pico de viaje. Además, Eagle Air operaba vuelos nacionales regulares con aviones De Havilland Canada DHC-6 Twin Otter y Piper PA-31 Navajo bajo la marca Arnarflug Innanlands. Los aviones de hélice que operaban en Islandia tenían su base en el aeropuerto de Reikiavik. Después de comprar un Boeing 737-200, la compañía realizó sus primeros vuelos regulares internacionales en 1981, incluso a Ámsterdam, Düsseldorf y Zúrich. A mediados de la década de 1980, se suspendieron los vuelos regulares a Düsseldorf y en su lugar se programaron vuelos a Hamburgo. En ese momento la flota estaba formada por un Piper PA-23 Aztec, dos Cessna 402, un Boeing 737-200 y dos Douglas DC-8-61. Debido a las fuertes fluctuaciones estacionales de la demanda, la situación económica de la empresa se deterioró continuamente desde mediados de los años 1980. La empresa cesó sus operaciones en agosto de 1990 y se disolvió en octubre de 1990.

## Flota histórica
Eagle Air of Iceland operó las siguientes aeronaves durante su existencia:
| Aeronaves                            | Total | Introducido | Retirado | Matrículas                                                                         |
| ------------------------------------ | ----- | ----------- | -------- | ---------------------------------------------------------------------------------- |
| Boeing 707                           | 8     | 1980        | 1986     | TF-VLR, TF-VLV, TF-VLP, TF-VLL, TF-VLJ, TF-VLX, LX-LGT y TF-VLG                    |
| Boeing 720                           | 5     | 1976        | 1982     | TF-VVB, TF-VVA, TF-VLA, TF-VLC y TF-VLB                                            |
| Boeing 727-100                       | 1     | 1984        | 1984     | TF-VLS                                                                             |
| Boeing 737-200                       | 6     | 1983        | 1990     | SE-DKH, TF-ISA, TF-VLM, TF-VLT, TF-ISB y PH-TVD                                    |
| Cessna 402                           | 2     | 1982        | 1990     | TF-VLO y TF-VLU                                                                    |
| De Havilland Canada DHC-6 Twin Otter | 2     | 1979        | 1990     | TF-VLE y TF-VLD                                                                    |
| Dornier Do 228                       | 1     | 1989        | 1990     | TF-VLI                                                                             |
| Douglas DC-8                         | 11    | 1985        | 1987     | N21UA, N22UA, N23UA, N924CL, N954R, TF-VLW, TF-ISB, TF-ISA, TF-VLY, N952R y TF-VLZ |
| Lockheed L-188C Electra              | 1     | 1982        | 1983     | TF-VLN                                                                             |